# Orkanen Sandy
Orkanen Sandy er en orkan som ramte USAs østkyst d. 29. oktober 2012. Den startede som en kategori 1-orkan på Saffir-Simpson-skalaen, med vindstød på 140 kilometer i timen, eller 39 meter i sekundet. Sandy er opstået i Caribien, over Cuba, hvor den på daværende tidspunkt blev opgraderet til en kategori 2. Orkanen nåede den amerikanske østkyst natten til d. 30 oktober. Forud for Sandy er et antal på mere end 375.000 mennesker evakueret fra områderne omkring New York.